# Flach (Familienname)
Flach ist ein deutscher Familienname.

## Namensträger

### A
- Andreas Flach (1921–2006), deutscher Kinderchirurg
- Anja Flach (* 1964), deutsche Ethnologin
- Auguste Flach (1891–1972), österreichische Psychologin

### B
- Beat Flach (* 1965), Schweizer Politiker (GLP)
- Bernd Flach-Wilken (* 1952), deutscher Astronom

### C
- Christoph Flach (1789–1861), deutscher Richter, Präsident des Oberappellationsgerichtes Wiesbaden
- Clemens Flach (1893–1956), deutscher Politiker (Wirtschaftspartei)

### D
- Dieter Flach (* 1939), deutscher Althistoriker
- Doug Flach (* 1970), US-amerikanischer Tennisspieler

### E
- Émile Flach (1853–1926), französischer Jurist und monegassischer Staatsminister

### F
- Franz Fehr-Flach (1840–1929), deutscher Industrieller

### G
- Georg Flach (1505–1564), deutscher Geistlicher, Weihbischof in Würzburg
- Geraldo Flach (1945–2011), brasilianischer Pianist, Komponist und Arrangeur
- Gottfried Flach (1904–1979); deutscher Ingenieur und Politiker (NSDAP)
- Günter Flach (1932–2020), deutscher Physiker

### H
- Hans Flach (1845–1895), deutscher Klassischer Philologe
- Hans Flach (* 1877), deutscher Ministerialbeamter
- Hannes Maria Flach (1901–1936), deutscher Fotograf
- Heinrich Flach (1870–1922), Schweizer Historiker

### I
- Igor Flach (1966–2008), deutscher Musiker

### J
- Jacinto Inácio Flach (* 1952), brasilianischer Geistlicher, römisch-katholischer Bischof
- Jacob Flach (1537–1611), deutscher Mathematiker, Mediziner und Botaniker
- Jakob Flach (1894–1982), Schweizer Schriftsteller, Puppenspieler und Maler

### K
- Karl Flach (Ingenieur) (1821–1866) deutscher Ingenieur und U-Boot-Bauer
- Karl Flach (Zoologe) (auch Carl Flach; 1856–1920), deutscher Insektenkundler
- Karl Flach (Unternehmer) (1905–1997), deutscher Unternehmer
- Karl-Hermann Flach (1929–1973), deutscher Journalist und Politiker (LDPD, FDP)
- Kaspar Flach (1772–1868), deutscher Unternehmer, letzter Ortsrichter von Penzing
- Kathrin Flach Gomez (* 1986), deutsche Kulturgeographin und Politikerin
- Ken Flach (1963–2018), US-amerikanischer Tennisspieler

### L
- Leon Flach (* 2001), deutschamerikanischer Fußballspieler

### M
- Marget Flach (1987), deutsche Synchronsprecherin und Schauspielerin
- Martin Flach (1440/45–um 1510), Schweizer Drucker
- Martin Flach der Ältere († 1500), Buchdrucker in Straßburg
- Matthias Flach (Mathematiker) (* 1963), deutscher Mathematiker
- Matthias Flach (Ruderer) (* 1982), deutscher Ruderer

### P
- Paula Flach (* 2003), deutsche Fußballspielerin
- Philipp Flach von Schwarzenberg († 1594), Großprior des deutschen Johanniterordens

### R
- Roland Flach (* 1944), deutscher Manager
- Rudolf Flach (1884–1969), deutscher Verwaltungsjurist und Richter

### S
- Sabine Flach (* 1965), deutsche Kunsthistorikerin

### T
- Thomas Flach (* 1956), deutscher Regattasegler

### U
- Ulrike Flach (* 1951), deutsche Politikerin (FDP)

### W
- Werner Flach (Philosoph) (1930–2023), deutscher Philosoph
- Werner Flach (Politiker) (1936–2023), deutscher Politiker (CDU)
- Willy Flach (1903–1958), deutscher Archivar und Historiker
- Winfried Flach (* 1933), deutscher Maler und Bildhauer